# Penedono
Penedono is een gemeente in het Portugese district Viseu.
De gemeente heeft een totale oppervlakte van 134 km² en telde 3445 inwoners in 2001.

## Plaatsen in de gemeente
- Antas
- Beselga
- Castainço
- Granja
- Ourozinho
- Penedono
- Penela da Beira
- Póvoa de Penela
- Souto